# Авксесія і Дамія
Авксе́сія і Да́мія (англ. Auxesia, Damia, грец. Αὐξησία, Δαμία) — у грецькій міфології місцеві божества родючості.
Культ Авксесії та Дамії був поширений у Трезені, Епідаврі та на Егіні.
У Трезені вважали, що Авксесія та Дамія прибули до них з Крита під час міжусобиць, і тому в них без провини полетіло каміння. Тому трезенці, як розповідає Павсаній, звели статуї богинь і запровадили обряд Літоболії («жбурляння камінням»)
В Епідаврі статуї Авксесії та Дамії, за оракулами, виготовили з афінської маслини, щоб позбавити край виснажливою посухи, а згодом ці фігури спричинили ворогування з Афінами (про це є в Геродота).
За Павсанієм, в Елевсіні та Егіні Авксесія та Дамія були богинями плодючості, розвитку та зростання (а значить сільського господарства, здоров'я, народження і шлюбу). На їх честь жінки співали жартівливих пісень.